# ソリッドランナー
『ソリッドランナー』は、1997年3月28日に日本のアスキーから発売されたスーパーファミコン用ロールプレイングゲーム。
2100年代のアメリカ合衆国における都市「ソリッドシティ」を舞台に、主人公シュウが戦闘スーツである「ランナー」を着用して様々な依頼を解決する内容となっている。近未来を思わせる世界観を特徴としている。
開発はスティングが行い、プロデューサーはPlayStationおよびセガサターン用ソフト『時空探偵DD 幻のローレライ』（1996年）を手掛けた池田浩一、ゲーム・デザインは後にドリームキャスト用ソフト『神機世界エヴォリューション』（1999年）を手掛けた冨田佳寿、シナリオは脚本家のORCA、パッケージ・デザインは漫画家の沖一、音楽は『トレジャーハンターG』（1996年）を手掛けた田中光人および迫田敏明が担当している。
同日に発売された『DARK LAW 〜Meaning of Death〜』と共に、アスキーから発売された最後のスーパーファミコン用ソフトとなった。

## 登場人物
シュウ・アースキン
本作の主人公。電脳探偵。
バイスハイト
本作のラストボス。

## スタッフ
- キャラクター、背景、モンスター・デザイン：沖一
- ストーリー：ORCA
- 原案、シナリオ監修：坂井淳一、藤家和正、野口義晃
- アシスタント監修：なかやまさなえ
- ゲーム・デザイン：冨田佳寿
- グラフィック・デザイン：もちづきかずのり、きたむらあつや、まつむらのぶひこ、DANDY DAN、うえくさゆみこ、山縣明
- 3Dグラフィック：DANDY DAN
- メイン・プログラム、バトル・プログラム：木村俊章
- イベント・プログラム：みやうちさとし
- サブ・プログラム：平健次郎
- サウンド：JOHN PEE（田中光人）、迫田敏明、ピュアサウンド
- パッケージ&マニュアル・デザイン：大沼隆一
- ディレクター：わたなべまこと
- プロデューサー：池田浩一

## 評価
ゲーム誌『ファミ通』の「クロスレビュー」では合計22点（満40点）、『ファミリーコンピュータMagazine』の読者投票による「ゲーム通信簿」での評価は以下の通り、18.0点（満30点）となっている。
| 項目 | キャラクタ | 音楽 | お買い得度 | 操作性 | 熱中度 | オリジナリティ | 総合 |
| 得点 | 2.9        | 3.0  | 3.0        | 3.3    | 2.8    | 3.2            | 18.0 |